# Ozarba
Ozarba är ett släkte av fjärilar. Ozarba ingår i familjen nattflyn.

## Bildgalleri

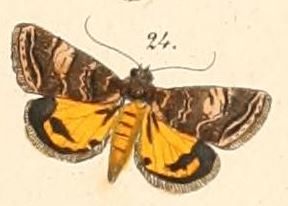
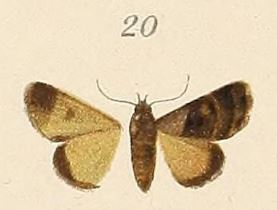
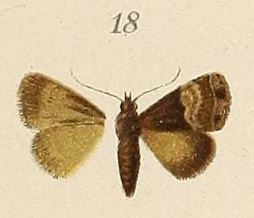
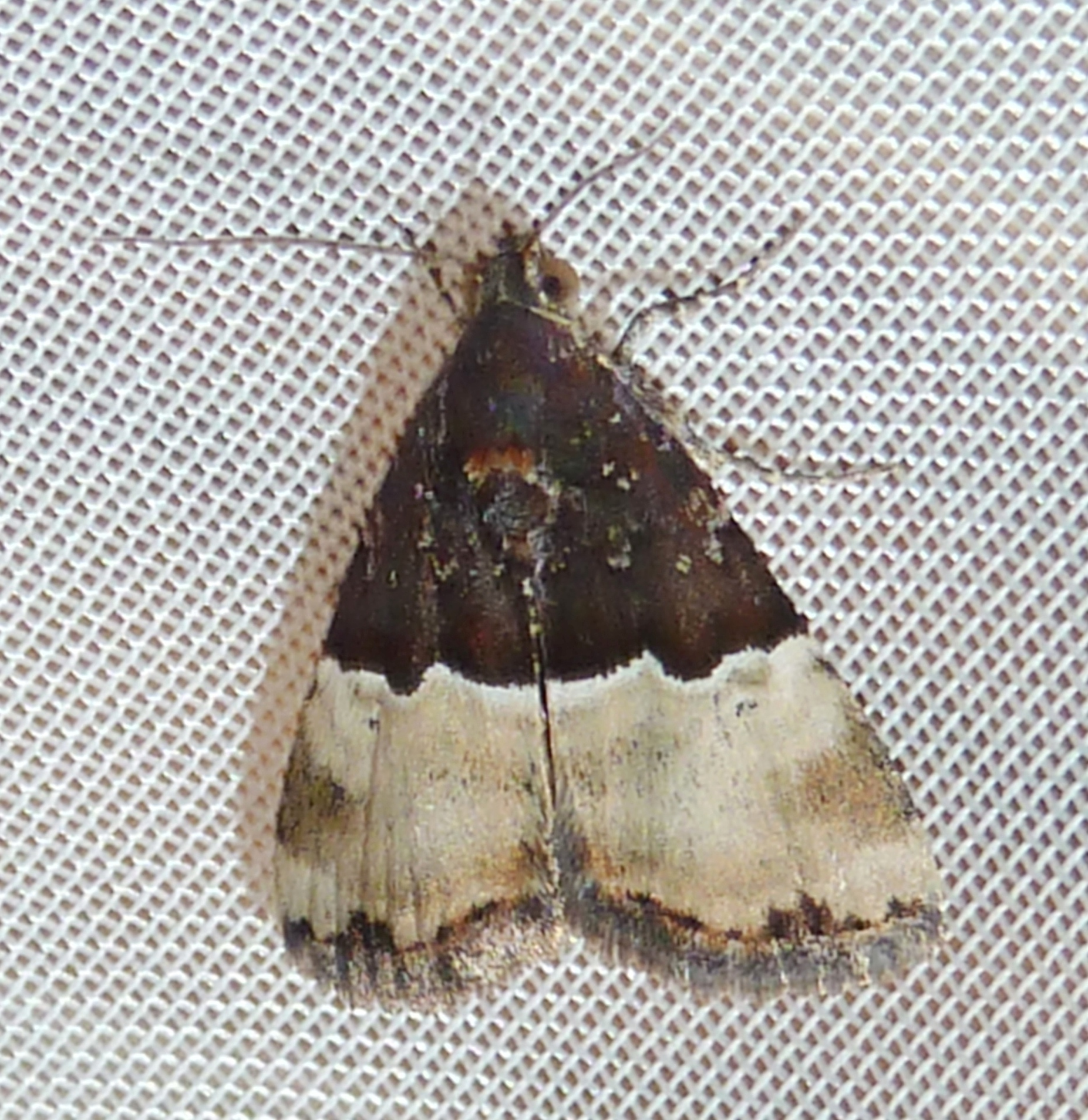
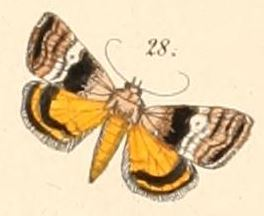
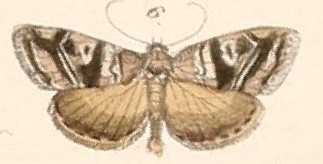

## Dottertaxa tillOzarba, i alfabetisk ordning[1]
- Ozarba abscissa
- Ozarba abscondita
- Ozarba acantholipina
- Ozarba accincta
- Ozarba acclivis
- Ozarba adactricula
- Ozarba adducta
- Ozarba aeria
- Ozarba africana
- Ozarba agraria
- Ozarba albicostata
- Ozarba albimarginata
- Ozarba albocostaliata
- Ozarba albomediovittata
- Ozarba aldabrae
- Ozarba aloisiisabaudiae
- Ozarba amazonia
- Ozarba angulilinea
- Ozarba apicalis
- Ozarba apicata
- Ozarba atrifera
- Ozarba atriferella
- Ozarba atriferoides
- Ozarba badia
- Ozarba bascura
- Ozarba basirufa
- Ozarba besidia
- Ozarba bettina
- Ozarba bicoloria
- Ozarba bicornis
- Ozarba binorbis
- Ozarba bipars
- Ozarba bipartita
- Ozarba birufata
- Ozarba bisexualis
- Ozarba boursini
- Ozarba brunnea
- Ozarba capreolana
- Ozarba captata
- Ozarba catilina
- Ozarba centralis
- Ozarba cervina
- Ozarba chionoperas
- Ozarba choruba
- Ozarba chrysaspis
- Ozarba chryseiplaga
- Ozarba cinda
- Ozarba cinerea
- Ozarba concolor
- Ozarba consanguis
- Ozarba consternans
- Ozarba contempta
- Ozarba corniculans
- Ozarba corniculantis
- Ozarba costalis
- Ozarba costata
- Ozarba costipannosa
- Ozarba cryptica
- Ozarba cryptochrysea
- Ozarba cupreofascia
- Ozarba cyanopasta
- Ozarba damagarima
- Ozarba damarensis
- Ozarba deficiens
- Ozarba delogramma
- Ozarba densa
- Ozarba devylderi
- Ozarba diaphora
- Ozarba dicincta
- Ozarba dignata
- Ozarba dissoluta
- Ozarba divisa
- Ozarba domina
- Ozarba elaphina
- Ozarba endoplaga
- Ozarba endoscota
- Ozarba epichroma
- Ozarba epimochla
- Ozarba euboica
- Ozarba excurvata
- Ozarba exisa
- Ozarba exolivacea
- Ozarba exoplaga
- Ozarba fannia
- Ozarba fasciata
- Ozarba felicia
- Ozarba festiva
- Ozarba figurata
- Ozarba flavescens
- Ozarba flavicilia
- Ozarba flavidiscata
- Ozarba flavipennis
- Ozarba fumosa
- Ozarba furva
- Ozarba fuscescens
- Ozarba gaedei
- Ozarba geta
- Ozarba glaucescens
- Ozarba gobabis
- Ozarba griveaudae
- Ozarba heliastis
- Ozarba hemichrysea
- Ozarba hemileuca
- Ozarba hemimelaena
- Ozarba hemiochra
- Ozarba hemiphaea
- Ozarba hemiplaca
- Ozarba hemipolia
- Ozarba hemipyra
- Ozarba hemisarca
- Ozarba hemitecta
- Ozarba heringi
- Ozarba hoffmanni
- Ozarba holophaea
- Ozarba honesta
- Ozarba hypenoides
- Ozarba hypoxantha
- Ozarba hypoxanthana
- Ozarba hypoxanthella
- Ozarba hypoxanthoides
- Ozarba illimitata
- Ozarba illosis
- Ozarba implicita
- Ozarba implora
- Ozarba incondita
- Ozarba inobtrusa
- Ozarba inobtrusella
- Ozarba inobtrusoides
- Ozarba inopinata
- Ozarba isocampta
- Ozarba itwarra
- Ozarba jansei
- Ozarba khadrafica
- Ozarba lamia
- Ozarba lascivalis
- Ozarba lata
- Ozarba laurea
- Ozarba legrandi
- Ozarba lepida
- Ozarba leptocyma
- Ozarba limbogrisea
- Ozarba limitata
- Ozarba madanda
- Ozarba malaisei
- Ozarba malgassica
- Ozarba mallarba
- Ozarba marabensis
- Ozarba marthae
- Ozarba marwitzi
- Ozarba megaplaga
- Ozarba melagona
- Ozarba melanodonta
- Ozarba mesopotamica
- Ozarba mesozonata
- Ozarba metachrysea
- Ozarba metaleuca
- Ozarba metallica
- Ozarba miary
- Ozarba microcycla
- Ozarba micropunctata
- Ozarba moldavicola
- Ozarba molybdota
- Ozarba morstatti
- Ozarba mortua
- Ozarba mustelina
- Ozarba nairobiensis
- Ozarba nebula
- Ozarba negrottoi
- Ozarba nephroleuca
- Ozarba nicotrai
- Ozarba nigrifascia
- Ozarba nigroviridis
- Ozarba nyanza
- Ozarba ochritincta
- Ozarba ochrozona
- Ozarba olimcorniculans
- Ozarba onytes
- Ozarba oplora
- Ozarba orthogramma
- Ozarba orthozona
- Ozarba ovata
- Ozarba pallida
- Ozarba partita
- Ozarba parvula
- Ozarba paulianae
- Ozarba peraffinis
- Ozarba perlucens
- Ozarba persinua
- Ozarba perssoni
- Ozarba phaea
- Ozarba phaeocala
- Ozarba phaeocroa
- Ozarba phlebitis
- Ozarba plagifera
- Ozarba pluristriata
- Ozarba prolai
- Ozarba pseudopunctigera
- Ozarba punctifascia
- Ozarba punctigera
- Ozarba punctithorax
- Ozarba rectifascia
- Ozarba rectifasciata
- Ozarba rectificata
- Ozarba reducta
- Ozarba regia
- Ozarba reussi
- Ozarba rosescens
- Ozarba rubrivena
- Ozarba rufula
- Ozarba sagittifera
- Ozarba sancta
- Ozarba sciaphora
- Ozarba sciaptera
- Ozarba scorpio
- Ozarba semiluctuosa
- Ozarba semipotentia
- Ozarba semipurpurea
- Ozarba semirubra
- Ozarba semitorrida
- Ozarba separabilis
- Ozarba sinua
- Ozarba socotrana
- Ozarba squamicornis
- Ozarba subdentula
- Ozarba subterminalis
- Ozarba subtilimba
- Ozarba subtilis
- Ozarba subtusfimbriata
- Ozarba tacana
- Ozarba terminipuncta
- Ozarba terribilis
- Ozarba tilora
- Ozarba timida
- Ozarba toxotis
- Ozarba transversa
- Ozarba tricornis
- Ozarba tricuspis
- Ozarba uberosa
- Ozarba umbrifera
- Ozarba varia
- Ozarba variabilis
- Ozarba variegata
- Ozarba venata
- Ozarba vicina
- Ozarba vultuosa